# Ángel Suquía Goicoechea

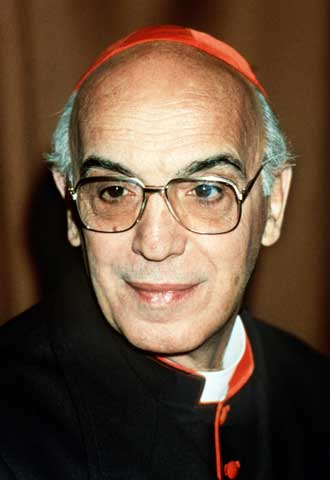
Ángel Kardinal Suquía Goicoechea

Kardinalswappen

Ángel Kardinal Suquía Goicoechea (* 2. Oktober 1916 in Zaldibia, Provinz Gipuzkoa, Spanien; † 13. Juli 2006 in San Sebastián) war Erzbischof von Madrid.

## Leben
Ángel Suquía Goicoechea empfing im Jahre 1940 das Sakrament der Priesterweihe. Anschließend arbeitete er in der Pfarrseelsorge, ehe er ab dem Jahre 1946 ein Promotionsstudium an der Päpstlichen Universität Gregoriana in Rom absolvierte, an dessen Ende er einen Doktorgrad der Katholischen Theologie erlangte. 1951 wurde er zum Professor für Moraltheologie und Dogmatik am diözesanen Priesterseminar von Vitoria ernannt. Ab 1950 stand er dem Seminar als Regens vor und dozierte außerdem an der Schule für Sozialarbeit. Darüber hinaus arbeitete er als Assistent des Nationalen Verbandes für Katholische Öffentlichkeitsarbeit und als Vizepräsident des geistlichen Instituts der Universität von Salamanca.
Von 1966 bis 1969 war Suquía Goicoechea Bischof von Almería. Die Bischofsweihe spendete ihm am 16. Juli 1966 unter freiem Himmel in Almería Erzbischof Antonio Riberi, Nuntius in Spanien; Mitkonsekratoren waren Lorenzo Bereciartúa, Bischof von San Sebastián, und Francisco Peralta y Ballabriga, Bischof von Vitoria. Von 1969 bis 1973 war er Bischof von Málaga. 1973 ernannte Papst Paul VI. ihn zum Erzbischof von Santiago de Compostela und 1983 berief Papst Johannes Paul II. ihn zum Erzbischof von Madrid und nahm ihn am 25. Mai 1985 als Kardinalpriester mit der Titelkirche Gran Madre di Dio in das Kardinalskollegium auf. Von 1987 bis 1993 war er zudem Vorsitzender der Spanischen Bischofskonferenz. Im Oktober 1992 nahm Kardinal Suquía an der vierten Generalkonferenz der lateinamerikanischen Bischöfe in Santo Domingo teil.
1994 wurde er aus Altersgründen von seinen Aufgaben in der Landeshauptstadt entpflichtet. Am Konklave 2005 nahm er wegen Überschreitung der Altersgrenze von 80 Jahren nicht mehr teil. Er starb am 13. Juli 2006 nach langer Krankheit 89-jährig in seiner Heimat San Sebastián. Beigesetzt wurde er in der Kapelle San Isidro in der Kathedrale von Madrid.